# Gany
Gany (prononciation : [ˈɡanɨ]) est un village polonais de la gmina de Żółkiewka dans le powiat de Krasnystaw de la voïvodie de Lublin dans l'est de la Pologne.
Il se situe à environ 5 kilomètres au sud-est de Żółkiewka (siège de la gmina), 24 kilomètres au sud-ouest de Krasnystaw (siège du powiat) et 46 kilomètres au sud-est de Lublin (capitale de la voïvodie).
Le village comptait approximativement une population de 155 habitants en 2008.

## Histoire
De 1975 à 1998, le village est attaché administrativement à la Voïvodie de Zamość.

Depuis 1999, il fait partie de la nouvelle voïvodie de Lublin.